# Сатледж
Сатледж или Сатладж, Сатлудж (на пенджабски: ਸਤਲੁਜ; на урду: ستلج, Сатладж; на хинди: सतलुज, Сатлудж; на санскрит: शतद्रु или सुतुद्री) е река в Китай, Индия и Пакистан, лява съставяща на Панджнад (ляв приток на Инд). Дължина около 1370 km, площ на водосборния басейн 395 000 km². Река Сатледжа изтича от северозападния ъгъл на езерото Лангак, разположено на 4573 m н.в., в Тибетската планинска земя, на територията на Китай. В горното си течение тече по широка долина, отделяща Големите Хималаи на юг от хребетите Кайлас и Ладакх на север. След това чрез тясно дефиле, с бурно течение и множество прагове пресича Големите Хималаи и техните южни разклонения – Малките Хималаи. При град Рупар в Индия излиза от планините и тече в югозападна посока през историко-географската област Пенджаб. В района на град Алипур, на 103 m н.в. се слива с идващата отдясно река Чинаб и двете заедно образуват река Панджнад (дължина 80 km), ляв приток на Инд. Главен приток река Биас (470 km, десен). На протежение от 160 km Сатледж служи за държавна граница между Индия и Пакистан..

## Хидрография
В горното ѝ течение преобладава снежно-ледниковото подхранване, а в средното и долното – предимно дъждовното, обусловено основно от летните мусони. Максимален отток през юли и август. Среден годишен отток при град Рупар около 500 m³/s, максимален – около 20 000 m³/s, По-надолу оттокът ѝ намалява, тъй като в пределите на Пенджаб водите на реката и нейните притоци в значителна степен се използват за напояване.

## Икономика
Водите на реката се използват от Индия и Пакистан, по силата на договор подписан между тях. От нея се отклоняват големи напоителни канали (Дипалпур, Пакпатан, Панджнад, Сирхинд, Биканер и др.), които по време на пълноводие пренасят от 100 до 300 m³/s. Освен за напояване водите на реката се използват и за производство на електрическа енергия. По поречието ѝ са изградени много язовири и ВЕЦ-ове, сред които се откроява хидротехническия комплекс Бхакра-Нангал (1000 MW), който има една от най-високите язовирни стени в света – 226 m. По надолу по течението на реката са изградени няколко преградни стени (при Фирозпур, Ислам и др.) за целогодишно равномерно регулиране на оттока. По време на пълноводие Сатледж е плавателна на отделни участъци за плитко газещи съдове. Съществува проект на индийското правителство за изграждане на канал Сатледж – Ямуна (224 km), който да свърже двете реки. Долината на реката в средното и долното ѝ течение е гъсто заселена, като най-големите градове са Нангал, Лудхяна, Пхилаур в Индия, Бахавалпур в Пакистан.